# Liste von Flugzeugtypen/C–D
Liste von Flugzeugtypen
A–B C–D E–H I–M N–S T–Z
C – D

## C

### CallAirInc.
- CallAir A-1
- CallAir A-2
- CallAir A-3
- CallAir A-4
- CallAir A-5
- CallAir A-6
- CallAir A-7
- CallAir A-9, s. AAMSA A9B-M

### Campini-Caproni
- Campini-Caproni CC.2

### CAMS
- CAMS 30E
- CAMS 31
- CAMS 33
- CAMS 36
- CAMS 37
- CAMS 38
- CAMS 46
- CAMS 53
- CAMS 55
- CAMS 58

### CAO
- C.A.O.200

### Canadair
- (siehe auch Bombardier Aerospace)
- Canadair North Star
- Canadair CL-28 Argus
- Canadair CL-41 Tutor (CT-114)
- Canadair CL-44
- Canadair CL-66 Cosmopolitan
- Canadair CL-84 Dynavert
- Canadair CL-215
- Canadair CL-415

### Canadian Car & Foundry(C.C.F.)
- C.C.F. GE-23 Goblin
- T-6 (Lizenzbau von North American Aviation)

### Canadian Vickers
- Vancouver
- Vanessa
- Varuna
- Vedette
- Velos
- Vigil
- Vista

### C.A.N.S.A.
- C.5
- C.6 Falchetto (Kleiner Falke)
- F.C.12
- F.C.20bis

### Cantieri Aeronautici e Navali Triestini
- CANT 6
- CANT 7
- CANT 10
- CANT 18
- CANT 22
- CANT 25
- CANT 26
- CANT 36

### CAP Aviation
- CAP Aviation CAP-10
- CAP Aviation CAP-20
- CAP Aviation CAP-21
- CAP Aviation CAP-230
- CAP Aviation CAP-231
- CAP Aviation CAP-232

### Caproni
- Ca.1
- Ca.2
- Ca.3
- Ca.4
- Ca.5
- Ca.30
- Ca.31
- Ca.32
- Ca.33
- Ca.34
- Ca.35
- Ca.36
- Ca.37
- Ca.39
- Ca.40
- Ca.41
- Ca.42
- Ca.43
- Ca.44
- Ca.45
- Ca.46
- Ca.47
- Ca.48
- Ca.50
- Ca.51
- Ca.52
- Ca.56
- Ca.57
- Ca.58
- Ca.59
- Ca.60 Transaereo
- Ca.73
- Ca.90
- Ca.97
- Ca.100
- Ca.101
- Ca.111
- Ca.113
- Ca.114
- Ca.133 Caprona
- Ca.135
- Ca.148
- Ca.164
- Ca.183bis
- Ca.306 Borea
- Ca.309 Ghibli
- Ca.310 Libeccio
- Ca.311 Libeccio
- Ca.312
- Ca.313
- Ca.314
- Ca.316
- Ca.335 (in Belgien: SABCA S.47)
- Ca.380 Corsaro
- CC.2
- Caproni Trento F5

### Caproni-Reggiane
- siehe Reggiane

### Caproni-Vizzola
- Calif A-21S Segelflugzeug
- Calif A-21SJ Segelflugzeug mit Strahlantrieb
- C22J
- F.4
- F.5
- F.6

### Caspar
- S I
- S II
- D.I
- Caspar C 35
- U 1

### CASA
- CASA-I
- CASA-III
- CASA 1.131 (Lizenzversion der Bücker Bü 131 Jungmann)
- CASA 1.133 (Lizenzversion der Bücker Bü 133 Jungmeister)
- CASA 352 (Lizenzversion der Junkers Ju 52/3m)
- CASA 2.111 (Lizenzversion der Heinkel He 111)
- CASA C-101 Aviojet
- CASA C-127 (Lizenzversion der Dornier Do 27)
- CASA C-201 Alcotán
- CASA C-202 Halcón
- CASA C-207 Azor
- CASA C-212 Aviocar
- CASA C-223 Flamingo (Lizenzversion der SIAT 223)
- CASA CN-235 (auch: C-235)
  - EADS CASA HC-144 Ocean Sentry
- CASA C-295
- CASA C-401
- CASA AX

### Caudron
- Caudron G-III
- Caudron G-IV
- Caudron G-VI
- Caudron R
- Caudron R-4
- Caudron R-5
- Caudron R-10
- Caudron R-11
- Caudron C-22
- Caudron C-23
- Caudron C-25
- Caudron C-27
- Caudron C-33
- Caudron C-37
- Caudron C-39
- Caudron C.59
- Caudron C.60
- Caudron C.61
- Caudron C.81
- Caudron C.109
- Caudron C.183
- Caudron C.270
- Caudron C.272
- Caudron C.400
- Caudron C.440 Goéland
- Caudron C.460
- Caudron C.500
- Caudron C.600 Aiglon
- Caudron C.630
- Caudron C.635 Simoun
- Caudron CR.714 Cyclone und davon abgeleitet:
  - Caudron CR.760
  - Caudron CR.770
- Caudron C.800
- Caudron G II
- Caudron III
- Caudron IV

### Centre /Société Nationale de Constructions Aéronautiques du Centre(SNCAC)
- SNCAC NC.150
- SNCAC NC.211 Cormoran
- SNCAC NC.223 (ex Farman)
- SNCAC NC.410
- SNCAC NC.470
- SNCAC NC.471
- SNCAC NC.510
- SNCAC NC.530
- SNCAC NC.600
- SNCAC NC.701 Martinet
- SNCAC NC.840 Chardonneret
- SNCAC NC.1070
- SNCAC NC.1071

### Centre Est Aéronautique
siehe Robin

### CERVA
- Cerva CE.43 Guépard
- Cerva CE.44 Couguar
- Cerva CE.45 Léopard
- Cerva CE-75

### Cessna
- Cessna C-34 Airmaster
- Cessna C-37 Airmaster
- Cessna C-38 Airmaster
- Cessna C-145 Airmaster
- Cessna C-165 Airmaster
- Cessna T-50 (militärisch AT-8, AT-17; Bobcat, Crane)
- 120
- 140
- 150
- 152
- 162 Skycatcher (2009–2013)
- 170
- 172 Skyhawk
- 175 Skylark
- 177 Cardinal
- 180 Skywagon
- 182 Skylane
- 185 Skywagon (U-17)
- 188 Agwagon
- 190
- 195 (auch Wasserflugzeug) (LC-126, U-20)
- 205
- 206 Super Skywagon, Super Skylane, Stationair
- 207 Skywagon, Stationair 7, Stationair 8
- 208 Caravan, Cargomaster (U-27)
- 210 Centurion
- 303 Crusader
- 305 Bird Dog
- 310
- 318 (T-37) (Düsen-Schulflugzeug)
- 320 Skyknight
- 335
- 336 Skymaster
- 337 Super Skymaster
- 340
- 348 (O-2T)
- 350 Corvalis (vormals Columbia 350)
- 400 Corvalis TT (vormals Columbia 400)
- 401
- 402
- 404 Titan (C-28)
- 408 SkyCourier
- 411
- 414 Chancellor
- 421 Golden Eagle
- 425 Corsair, Conquest I
- 441 Conquest II
- 500 Citation, Citation I
- 501 Citation I/SP
- 525 CitationJet, CitationJet1, CitationJet1+
- 525A CitationJet2, Citationjet2+
- 525B CitationJet3
- 525C CitationJet4
- 550 Citation II, Bravo
- 551 Citation II/SP, Bravo
- 552 Citation II (T-47A)
- 560 Citation V, Ultra ('C-35), Encore, Encore+
- 620
- 650 Citation III, IV, VI, VII
- 680 Citation Sovereign

- Citation II (Cessna 550) (T-47A)
- Citation Bravo (Cessna 550)
- Citation III (Cessna 650)
- Citation VI (Cessna 650)
- Citation VII (Cessna 650)
- Citation X (Cessna 750)
- CitationJet (Cessna 525)
- Citation CJ1 (Cessna 525)
- Citation CJ2 (Cessna 525A)
- Citation CJ3 (Cessna 525B)
- Citation CJ4 (Cessna 525C)
- Citation Encore (Cessna 560)
- Citation Excel, XLS, XLS+ (Cessna 560XL)
- Citation Mustang (Cessna 510)
- Citation Sovereign (Cessna 680)

- T303 Crusader

- A-37 Dragonfly (Kampfflugzeug)
- C-28 Titan (Cessna 404)
- C-35 Citation Ultra (Cessna 560)
- C-77 (Cessna DC-6)
- C-78 Bobcat, auch AT-8, AT-17 (Cessna T-50)
- C-94 (Cessna 165)
- C-106 Loadmaster (Cessna P260)
- C-126 auch U-20 (Cessna 195)

- O-1 Bird Dog, auch L-19 (Cessna 305)
- O-2 Skymaster (Cessna 337)
- T-37 (Cessna 318) (Düsen-Schulflugzeug)
- T-41 Mescalero (Cessna 172)
- T-47A (Cessna 550 Citation II)
- T-51A (Cessna 150L, M)
- U-3 Blue Canoe, auch L-27 (Cessna 310)

### Cessna-Reims
- Cessna-Reims FR172 Rocket
- Cessna-Reims 337 Skymaster
- Cessna-Reims F406 Caravan II

### Chalard
- Chalard Julcar

### Champion
- Champion 402 Lancer
- Champion 7GC Sky-Trac
- Champion 8 Decathlon
- Champion Olympia
- Champion Traveler

### Charkower Luftfahrtinstitut(ChAI)
- ChAI-1
- ChAI-2
- ChAI-3 Awiawnito
- ChAI-3
- ChAI-4
- ChAI-5
- ChAI-6
- ChAI-8
- ChAI-9
- ChAI-12
- ChAI-17
- ChAI-19
- ChAI-20
- ChAI-22
- ChAI-24
- ChAI-30
- ChAI-32
- ChAI-33
- ChAI-35
- ChAI-36

### Chance Vought
siehe auch Vought, Firmeninterne Bezeichnungen V-xxx
- Chance Vought F4U Corsair, V-166 …
- Chance Vought XF5U, VS-315
- Chance Vought F6U Pirate, V-340
- Chance Vought F7U Cutlass, V-346

### Chengdu
- Chengdu J-7
- Chengdu J-9
- Chengdu J-10
- Chengdu FC-1 (JF-17)

### Cherbakov
- siehe Schtscherbakow

### Chetverikov
- siehe Tschetwerikow

### Chichester-Miles
- Chichester-Miles Leopard

### Cierva
- Cierva C.6
- Cierva C.19
- Cierva C.30

### Cirrus
- Cirrus SR20
- Cirrus SR22
- Cirrus SF50

### Citroen-Marchetti
- Citroen-Marchetti Re.2

### ČKD-Praga
- BH-36
- BH-41
- BH-44
- BH-111
- E-39
- E-45
- E-51
- E-55
- E-114 Air Baby
- E-210
- E-240
- E-241

### Clément-Bayard
- Clément-Bayard Monoplan

### C.M.A.S.A.
- C.M.A.S.A. G.50B „Freccia Biposto“ (Zweisitziger Pfeil)

### Coanda
- Coanda-1910

### Cody
- Cody V

### Colombia
- Colombia XJL-1

### Columbia Aircraft Corporation
- Columbia 350
- Columbia 400

### Comco Ikarus
- Ikarus C22
- Ikarus C42

### Commonwealth Aircraft Corporation
- CA-1 Wirraway
- CA-6 Wackett
- CA-11 Woomera
- CA-12 Boomerang
- CA-15 Kangaroo
- CA-16 Wirraway
- CA-25 Winjeel
- CA-27 Sabre
- CA-28 Ceres
- CA-29 Mirage IIIO
- CA-30
- CA-32 Kiowa

### Comp Air Inc.
- Comp Air 3
- Comp Air 4
- Comp Air 6
- Comp Air 7
- Comp Air 8
- Comp Air 9
- Comp Air 10
- Comp Air 11
- Comp Air 12
- Comp Air Jet

### Comper Aircraft Company
- CLA.7 Swift
- Streak
- Kite
- Mouse
- Scamp/Fly
- C.25

### Comte
- AC-1, Jagdflugzeug
- AC-3
- AC-4, „Gentleman“
- AC-11, Verbindungs-/Vermessungsflugzeug

### Conair
- Conair Firecat

### Consolidated Aircraft
- Consolidated PT-1, Consolidated Model 1
- Consolidated PT-3, Consolidated Model 2
- Consolidated NY, Consolidated Model 2
- Consolidated PY, Consolidated Model 9
- Consolidated PT-6, Consolidated Model 14 Husky Junior
- Consolidated O-17 Courier, Consolidated Model 15
- Consolidated Commodore, Consolidated Model 16
- Consolidated Model 17 Fleetster
- Consolidated PT-11, Consolidated Model 21
- Consolidated P2Y, Consolidated Model 22
- Consolidated P-30, Consolidated Model 26
- Consolidated A-11, Consolidated Model 27
- Consolidated PBY Catalina, Consolidated Model 28
- Consolidated Canso
- Consolidated P3Y
- Consolidated PB2Y Coronado, Consolidated Model 29
- Consolidated XP4Y Corregidor, Consolidated Model 31
- Consolidated B-24 Liberator, Consolidated Model 32
- Consolidated C-87 Liberator Express
- Consolidated C-109 Liberator
- Consolidated R2Y Liberator Liner, Consolidated Model 39
- Consolidated PB4Y Liberator / Privateer, Consolidated Model 40
- Consolidated XB-41 Liberator
- Consolidated B-32 Dominator, Consolidated Model 33
- Consolidated XC-99, Consolidated Model 37
- Consolidated PB3Y (Projekt)
- Consolidated TBY Sea Wolf
- Consolidated P5Y Tradewind
- Consolidated A-44
- Consolidated XB-46

### Convair
- Convair 110
- Convair CV-240
  - auch als militärische Convair C-131A und Convair T-29 geliefert
- Convair CV-340
- Convair CV-440 Metropolitan
- Convair CV-880
- Convair CV-990 Coronado
- Convair B-36  Peacemaker
- Convair B-58 Hustler
- Convair F-102 Delta Dagger
- Convair F-106 Delta Dart
- L-13
- Convair Model 37
- Convair QF-102 Firebee
- Convair R3Y Tradewind
- Convair RC-131 Samaritan
- Convair T-29
- Convair X-6
- Convair X-12
- Convair XB-46
- Convair XB-53
- Convair XC-99
- Convair XF-92
- Convair F2Y Sea Dart
- Convair XP-81
- Convair XFY-1 Pogo
- Convair YB-60
- Convair Model 48

### CRDA (Cant)
- CANT Z.501 Gabbiano (Möwe)
- CANT Z.506 Airone (Reiher)
- CANT Z.511
- CANT Z.515
- CANT Z.1007 Alcione (Eisvogel)
- CANT Z.1011
- CANT Z.1018 Leone (Löwe)

### Christen
- Christen Eagle II

### CUB
- CUB Prospector
- CUB Cub

### Cukurs
- Cukurs C.1
- Cukurs C.2 Auseklitis
- Cukurs C.3
- Cukurs C.6 Tris Zvaigznes

### Cunliffe-Owen
- Cunliffe-Owen OA-1

### Curtiss
- Curtiss 75
- Curtiss A-1 Triad
- Curtiss A-3 Falcon
- Curtiss A-4 Falcon
- Curtiss A-5 Falcon
- Curtiss A-6 Falcon
- Curtiss A-8 Shrike
- Curtiss A-12 Shrike
- Curtiss A-14 Shrike
- Curtiss A-18 Shrike
- Curtiss AT-9
- Curtiss A-25 Shrike
- Curtiss A-40
- Curtiss A-43 Blackhawk
- Curtiss America
- Curtiss B-2 Condor
- Curtiss BFC Goshawk
- Curtiss BF2C Goshawk
- Curtiss BTC
- Curtiss BT2C
- Curtiss CS (Martin SC)
- Curtiss C-10 Robin
- Curtiss C-30 Condor
- Curtiss C-46 Commando
- Curtiss C-55 Commando
- Curtiss C-76 Caravan
- Curtiss C-113 Commando
- Curtiss C-143
- Curtiss Canuck
- Curtiss Cleveland
- Curtiss CR
- Curtiss D
- Curtiss E
- Curtiss F
- Curtiss FC
- Curtiss F2C
- Curtiss F3C
- Curtiss F4C
- Curtiss F6C Hawk
- Curtiss F7C Seahawk
- Curtiss F8C Falcon
- Curtiss F9C Sparrowhawk
- Curtiss F10C Helldiver
- Curtiss F11C Goshawk
- Curtiss XF12C
- Curtiss XF13C
- Curtiss XF14C
- Curtiss XF15C
- Curtiss Falcon
- Curtiss Flying Fish
- Curtiss H2
- Curtiss H4
- Curtiss H8
- Curtiss H12
- Curtiss H16
- Curtiss HS2L
- Curtiss Jenny
- Curtiss JN
- Curtiss JN-3
- Curtiss JN-4
- Curtiss Kittyhawk
- Curtiss L-3
- Curtiss Mohawk
- Curtiss N-9
- Curtiss NC
- Curtiss No. 1
- Curtiss O-1 Falcon
- Curtiss O-52 Owl
- Curtiss Oriole
- Curtiss P-1 Hawk
- Curtiss P-2 Hawk
- Curtiss P-3 Hawk
- Curtiss P-5 Superhawk
- Curtiss P-6 Hawk
- Curtiss XP-10
- Curtiss P-11 Hawk
- Curtiss XP-17
- Curtiss YP-20
- Curtiss XP-21
- Curtiss P-36
- Curtiss P-37
- Curtiss P-40
- Curtiss XP-42
- Curtiss XP-46
- Curtiss XP-55 Ascender
- Curtiss XP-60C
- Curtiss YP-60E
- Curtiss XP-62
- Curtiss XF-87 Blackhawk
- Curtiss PW-8
- Curtiss R-2
- Curtiss R2C
- Curtiss R3C
- Curtiss R6 Racer
- Curtiss Robin
- Curtiss SBC Helldiver
- Curtiss SB2C Helldiver
- Curtiss SC Seahawk
- Curtiss SNC Falcon
- Curtiss SOC Seagull
- Curtiss SO3C Seamew
- Curtiss T-32 Condor
- Curtiss T Wanamaker Triplane
- Curtiss Triad
- Curtiss-Wright VZ-7AP
- Curtiss-Wright X-19
- Curtiss-Wright X-100

### CVV – Centro di Volo a Vela de Politecnico de Milano
- CVV-8 Bonaventura Segelflugzeug

## D

### Daher Airplane
- Daher Kodiak 100
- Daher TBM 900
- Daher TBM 910
- Daher TBM 940

### Daimler
siehe auch Klemm
- Luzki Helicoplan
- Daimler R.I/G.I
- Daimler R.II
- Daimler G.II
- Daimler G.III
- Daimler L 6
- Daimler L 8
- Daimler L 9
- Daimler L 11
- Daimler L 14
- Daimler L 15
- Daimler L 17
- Daimler L 18
- Daimler L 19
- Daimler L 20
- Daimler L 21

### D.A.P.
- D.A.P. Beaufort Mk.VIII

### DAR(Darjawna Aeroplanna Rabotilniza)
- DAR-10
- DAR-11
- DAR Usunow-1

### Dassault Aviation
- Étendard IV
- Falcon 5X
- Falcon 7X
- Falcon 8X
- Falcon 10
- Falcon 10X
- Falcon 20
- Falcon 50
- Falcon 900
- Falcon 2000
- Mirage Balzac V
- Mercure
- Mirage Familie
- Mirage III
- Mirage III V
- Mirage IV
- Mirage 5
- Mirage 2000
- Mirage 2000N
- Mirage 4000
- Mirage F 1C
- Mirage G
- Dassault Rafale
- Super Étendard
- Super Mystère B2
- MD 312
- MD 315 Flamant
- MD 450 Ouragan
- MD 452 Mystère IV A
- MD 550 Mirage
- Alpha Jet (zusammen mit Dornier)

### de Havilland
- DH.1
- DH.2
- DH.3
- DH.4
- DH.5
- DH.6
- DH.9
- DH.10 Amiens
- DH.11 Oxford
- DH.14 Okapi
- DH.15 Gazelle
- DH.16
- DH.18
- DH.27 Derby
- DH.29 Doncaster
- DH.34
- DH.37
- DH.42 Dormouse
- DH.50
- DH.51
- DH.52
- DH.53 Humming Bird
- DH.54 Highclere
- DH.56 Hyena
- DH.60 Moth
- DH.61 Giant Moth
- DH.65 Hound
- DH.66 Hercules
- DH.67
- DH.71 Tiger Moth
- DH.72
- DH.75 Hawk Moth
- DH.77
- DH.80 Puss Moth
- DH.81 Swallow Moth
- DH.82 Tiger Moth
- DH.83 Fox Moth
- DH.84 Dragon
- DH.85 Leopard Moth
- DH.86 Express
- DH.87 Hornet Moth
- DH.88 Comet
- DH.89 Dragon Rapide
- DH.90 Dragonfly
- DH.91 Albatross
- DH.92
- DH.93 Don
- DH.94 Moth Minor
- DH.95 Flamingo
- DH.98 Mosquito
- DH.100 Vampire
- DH.103 Hornet
- DH.104 Dove
- DH.106 Comet Erstes Düsenverkehrsflugzeug
- DH.108 Swallow
- DH.110 Sea Vixen
- DH.112 Venom
- DH.113 Vampire NF Nachtjägerversion
- DH.114 Heron
- DH.100 Vampire Trainer
- DH.121 Trident
- DH.125 (später HS.125)

### de Havilland Australia
- DHA-3 Drover
- G.2

### de Havilland Canada
- DHC-1 Chipmunk
- DHC-2 Beaver
- DHC-3 Otter
- DHC-4 Caribou
- DHC-5 Buffalo
- DHC-6 Twin Otter
- DHC-7 Dash 7
- DHC-8 Dash 8

### Deicke
- Deicke ADM 11

### Denel Aerospace Systems
- Denel Aerospace Systems Bateleur

### Deperdussin
- Deperdussin Typ B
- Deperdussin Monocoque

### Dewoitine
- D-1 siehe D1 Information von EADS
- D-19
- D-26
- D-27
- D.33 und davon abgeleitet:
  - D.332
  - D.333
  - D.338
  - D.342
- D.500 und davon abgeleitet:
  - D.501
  - D.503
  - D.510
  - D.513
- D.520 und davon abgeleitet:
  - D.520DC
  - D.521
- D.530 und davon abgeleitet:
  - D.531
  - D.532
  - D.535
- D.550
- D.551
- D.560
- D.570
- D.620
- D.720
- D.750
- D.770
- HD.730
- HD.731
- HD.780

### Desoutter Aircraft Company
- Desoutter Mk.I
- Desoutter Mk.II

### Deutsche Forschungsanstalt für Segelflug(DFS)
- DFS Fafnir
- DFS Habicht
- DFS Meise
- DFS Mo 6
- DFS Weihe
- DFS 39 Delta IV
- DFS 40 Delta V
- DFS 54
- DFS 193
- DFS 194
- DFS 228
- DFS 230
- DFS 331
- DFS 332
- DFS 346

### Deutsche Flugzeug-Werke(DFW)
- DFW-Doppeldecker, Versuchsflugzeug
- DFW Mars-Doppeldecker, Schulflugzeug
- DFW Stahl-Taube, Aufklärer
- DFW Renn-Doppeldecker, Sportflugzeug
- DFW MD-14 (B1), Schulflugzeug, Aufklärer
- DFW T 28 Floh, Versuchs-Jagdflugzeug
- DFW B.I, Aufklärer & Schulflugzeug
- DFW B.II, Schulflugzeug
- DFW C.I, Aufklärer
- DFW C.II, Aufklärer
- DFW C.IV, Aufklärer
- DFW C.VI, Aufklärer
- DFW Doppeldecker mit Druckpropeller, Aufklärer
- DFW T 25, Aufklärer
- DFW C.IV, Aufklärer
- DFW C.V, Aufklärer
- DFW D.I, Jagdflugzeug
- DFW Dr.I, Jagddreidecker
- DFW R.I, Bombenflugzeug
- DFW R.II, Bombenflugzeug
- DFW R.III, Bombenflugzeug
- DFW F 37 (C.VII), Aufklärer
- DFW Dr.1, Jagdflugzeug
- DFW F 34, Jagdflugzeug
- DFW P I (F37), Verkehrsflugzeug
- DFW F 37/III, Höhenversuchsflugzeug

### Diamond Aircraft
- DA20 Katana
- HK36 Super Dimona
- DA 40 Diamond Star (auch als TDi-Diesel erhältlich)
- DA42 Twin Star
- DA50
- DA62
- D-JET
- DART 450

### Dietrich-Gobiet Flugzeugbau
- DP I Sperber
- DP II/IIa Bussard
- DP III
- DP IV
- DP V
- DP VI
- DP VII
- DP VIIa
- DP IX
- DP XI
- DS I

### DG Flugzeugbau
siehe auch Rolladen Schneider Flugzeugbau
- Glaser-Dirks DG-100
- DG-100 G
- DG-101
- DG-101 G
- Glaser-Dirks DG-200
- DG-200/17
- DG-202
- DG-202/17
- DG-202/17C
- Glaser-Dirks DG-300
- DG-303
- Glaser-Dirks DG-400
- Glaser-Dirks DG-500
- DG-500 M
- DG-505
- DG-505MB
- Glaser-Dirks DG-600
- DG-600/18
- DG-600M
- DG-600/18 M
- Glaser-Dirks DG-800
- DG-800 A
- DG-800 B
- DG-800 LA
- DG-800 S
- DG-808B
- DG-808C Competition
- DG-808S
- DG Flugzeugbau DG-1000 DG-1000S / DG-1000T

### Doak
- VZ-4

### Doblhoff
- WNF 342

### DoFlug
- D-3802
- D-3803

### Donnet-Lévêque
- Donnet-Lévêque Typ A

### Dorand
- Dorand AR.1
- Dorand AR.2
- Dorand DO.1

### Dornier
- Spatz
- Do Cl I
- Do Cl II
- Do Cs I
- Do C III Komet
- Delphin I
- Do A
- Do B Merkur
- D I
- Do F
- Gs I/Gs II
- Do N
- Do J Wal
- Do J II
- Do P
- Do R Superwal
- Rs I
- Rs II
- Rs III
- Rs IV
- Do X
- Do Y
- Do 10 (auch als Dornier C 1 bekannt)
- Do 11
- Do 12 Libelle
- Do 13
- Do 14
- Do 16 Wal
- Do 17
- Do 18
- Do 19
- Do 20 nur Projekt
- Do 22
- Do 23
- Do 24
- Do 25
- Do 26
- Do 27
- Do 28
- Do 29
- Do 31
- Do 32
- Do 34
- 128
- Do 200
- Do 212
- Do 214 nur Projekt
- Do 215
- Do 216 nur Projekt
- Do 217
- 228
- Do 317
- Do 318 nur Projekt
- 328
- Do 335 Pfeil
- Do 435 nur Projekt
- Do 635 nur Projekt
- 728
- Alpha Jet (zusammen mit Dassault)
- LTA
- Seastar

### Douglas
- Douglas A2D Skyshark
- Douglas AD-1 Skyraider (A-1)
- Douglas A-20 Havoc, Boston
- Douglas A-26 Invader
- Douglas A-3 Skywarrior
- Douglas A-4 Skyhawk
- Douglas B-18 Bolo
- Douglas B-23 Dragon
- Douglas B-66 Destroyer
- Douglas B-7
- Douglas BT-2
- Douglas BTD Destroyer
- Douglas C-1
- Douglas C-21 Dolphin
- Douglas C-47
- Douglas C-54 Skymaster
- Douglas C-74 Globemaster
- Douglas C-124 Globemaster II
- Douglas C-133 Cargomaster
- Douglas C-9 Nightingale
- Douglas Cloudster
- Douglas Cloudster II
- Douglas D-558-1 Skystreak/Skyrocket
- Douglas DB-7
- Douglas DF
- Douglas DT-2
- Douglas DWC
- Douglas F3D (F-10) Skyknight
- Douglas F4D Skyray
- Douglas F5D Skylancer
- Douglas M-1
- Douglas M-2
- Douglas M-3
- Douglas M-4
- Douglas O-2
- Douglas O-38
- Douglas O-46
- Douglas P-70 Nighthawk
- Douglas PD-1
- Douglas SBD Dauntless (auch A-24)
- Douglas T2D
- Douglas TBD Devastator
- Douglas X-3 Stiletto
- Douglas XB-7
- Douglas XB-19
- Douglas XB-42 Mixmaster
- Douglas XB-43
- Douglas XC-132
- Douglas XFD-1
- Douglas XP-48
- Douglas XT3D
- Douglas DC-1
- Douglas DC-2
- Douglas DC-3 (auch C-47, C-53, R4D Skytrain, Dakota, Skytrooper)
- Douglas DC-4 (auch C-54)
- Douglas DC-5
- Douglas DC-6 (auch C-118)
- Douglas DC-7 (auch C-74)
- Douglas DC-8
- Douglas DC-9

### DOVA Aircraft
- DOVA DV-1 Skylark

### Druine
- Druine D.31 Turbulent
- Druine D.52 Turbi
- Druine D.62 Condor

### HenriundArmand Dufaux
- Dufaux 4
- Dufaux 5
- Dufaux Triplane

### Duks
- Duks 1912
- Duks U-1